# 范印华
范印华（1948年—），河北献县人，中国人民解放军中将。
1996年，担任北京卫戍区政治部主任。1998年，担任总政治部组织部副部长。2003年，升任总政治部秘书长。2005年，改任中国人民解放军海军政治部主任。2008年，担任海军副政治委员。